# (1672) Gezelle
Pour les articles homonymes, voir Gezelle.
(1672) Gezelle est un astéroïde de la ceinture principale découvert le 29 janvier 1935 à l'observatoire de Uccle par Eugène Joseph Delporte.
Il a été ainsi baptisé en hommage à Guido Gezelle, poète flamand.